# Convocazioni alla Coppa America maschile di pallavolo 2025
Elenco dei giocatori convocati per la Coppa America 2025.

## Argentina
| N° | Nome                | Ruolo | Data di nascita  | Squadra             |
| -- | ------------------- | ----- | ---------------- | ------------------- |
| -  | Damián Arredondo    | All   | 24 dicembre 1979 | Shabab Al-Ahli      |
| 1  | Federico Trucco     | L     | 7 maggio 2004    | Monteros            |
| 2  | Mateo Gómez         | S     | 15 giugno 2005   | UVT                 |
| 4  | Ezequiel Vázquez    | P     | 7 marzo 2004     | Monteros            |
| 5  | Iñaki Ramos         | O     | 4 maggio 2005    | San Lorenzo         |
| 6  | Pablo Denis         | O     | 21 marzo 2003    | Boca Juniors        |
| 7  | Nahuel Rojas        | S     | 28 novembre 2003 | Monteros            |
| 8  | Leandro Calvo       | S     | 4 aprile 2000    | Manacor             |
| 9  | Pedro Ojuez         | C     | 31 dicembre 2000 | Tucumán de Gimnasia |
| 10 | Fausto Díaz         | S     | 11 aprile 2006   | Ciudad              |
| 11 | Nahuel García       | C     | 28 gennaio 2004  | Ciudad              |
| 12 | Imanol Salazar      | C     | 12 dicembre 2003 | Dürener             |
| 14 | Agustín Moyano      | O     | 27 agosto 2006   | Regatas Corrientes  |
| 18 | Leonardo Herbsommer | C     | 16 maggio 2006   | Waiwen              |
| 30 | Pablo Urchevich     | P     | 30 aprile 2001   | Teruel              |

## Brasile
| N° | Nome                    | Ruolo | Data di nascita  | Squadra         |
| -- | ----------------------- | ----- | ---------------- | --------------- |
| -  | Fabiano Ribeiro         | All   | -                | -               |
| 1  | Leonardo Leodolter      | S     | 9 agosto 2002    | Índios Guarus   |
| 2  | Gustavo Cardoso         | P     | 28 giugno 2003   | Amigos do Vôlei |
| 3  | Gabriel Ostapechen      | S     | 10 gennaio 2003  | Suzano          |
| 5  | Luiz da Silva           | L     | 30 gennaio 2002  | ABCD            |
| 6  | Guilherme Amorim        | S     | 23 maggio 2004   | Vôlei Pró       |
| 7  | Paulo Vinícios da Silva | S     | 23 agosto 2001   | Minas           |
| 8  | Guilherme Sabino        | O     | 18 marzo 2002    | Suzano          |
| 9  | Geovane Kuhnen          | C     | 10 ottobre 2000  | Índios Guarus   |
| 10 | Witallo Oliveira        | C     | 17 aprile 2004   | BVC             |
| 12 | Gabriel Bieler          | P     | 15 ottobre 2002  | Suzano          |
| 14 | Matheus Pedrosa         | C     | 13 dicembre 2002 | Suzano          |
| 16 | Mateus Pássaro          | L     | 14 aprile 2005   | Sesi            |
| 18 | Samuel Neufeld          | O     | 18 agosto 2004   | Minas           |
| 20 | Pietro Santos           | C     | 18 giugno 2001   | ABCD            |

## Cile
| N° | Nome                | Ruolo | Data di nascita  | Squadra         |
| -- | ------------------- | ----- | ---------------- | --------------- |
| -  | Daniel Nejamkin     | All   | -                | -               |
| 1  | Estebán Villarreal  | P     | 1º agosto 1997   | Linares         |
| 2  | Vicente Ibarra      | S     | 15 aprile 2001   | Linares         |
| 3  | Gabriel Araya       | C     | 1º giugno 1995   | Linares         |
| 5  | Vicente Parraguirre | S     | 14 ottobre 1994  | Lycurgus        |
| 6  | Tomás Gago          | C     | 11 giugno 1997   | Castêlo da Maia |
| 8  | Sebastián Albornoz  | P     | 17 giugno 1992   | Stadio Italiano |
| 9  | Dusan Bonacic       | S     | 19 luglio 1995   | Příbram         |
| 10 | Vicente Mardones    | C     | 18 dicembre 1999 | Stadio Italiano |
| 11 | Matías Jadue        | S     | 17 luglio 2002   | Murano          |
| 12 | Noé Aravena         | S     | 30 luglio 2002   | Murano          |
| 16 | Vicente Valenzuela  | C     | 28 agosto 2001   | Murano          |
| 17 | Jaime Bravo         | L     | 10 novembre 2001 | Murano          |
| 18 | Kaj Bonacic         | S     | 13 ottobre 2004  | Murano          |
| 19 | Matías Banda        | P     | 5 settembre 1995 | Murano          |

## Perù
| N° | Nome               | Ruolo | Data di nascita   | Squadra                          |
| -- | ------------------ | ----- | ----------------- | -------------------------------- |
| -  | Albert Maduro      | All   | 3 settembre 1989  | Litovoley San Martín             |
| 1  | André Varias       | L     | 2 gennaio 2000    | Litovoley                        |
| 2  | Sebastián Ñiquen   | C     | 13 novembre 2004  | Regatas Lima                     |
| 4  | Bruno Seminario    | S     | 7 gennaio 2000    | Regatas Lima                     |
| 6  | Hiroshi La Torre   | P     | 9 maggio 2001     | Circolo Sportivo Italiano        |
| 7  | Adrián Gushiken    | P     | 22 agosto 2006    | Vamos Peerless                   |
| 8  | Maikel Jaramillo   | S     | 30 marzo 1999     | La Paz Bolivar                   |
| 9  | Gerardo Chicoma    | O     | 18 dicembre 2006  | Regatas Lima                     |
| 10 | Leonel Despaigne   | S     | 24 novembre 2004  | Vamos Peerless                   |
| 11 | Jonathan Nakamatsu | L     | 30 aprile 1999    | Regatas Lima                     |
| 13 | Benny Bernaola     | C     | 1º novembre 1990  | Regatas Lima                     |
| 14 | Álvaro Hidalgo     | S     | 23 marzo 1994     | Regatas Lima                     |
| 16 | Vicente Plana      | C     | 16 ottobre 2004   | Vamos Peerless                   |
| 17 | Mathias Prieto     | C     | 30 ottobre 2002   | Vamos Peerless                   |
| 18 | Francis Mendoza    | O     | 18 settembre 1992 | Vamos Peerless Deportivo Géminis |

## Venezuela
| N° | Nome              | Ruolo | Data di nascita   | Squadra              |
| -- | ----------------- | ----- | ----------------- | -------------------- |
| -  | Rubén Wolochin    | All   | 30 giugno 1970    | Bitterfeld-Wolfen    |
| 1  | Esteban Pérez     | L     | 18 settembre 2005 | Apure                |
| 3  | Jean Herrera      | C     | 3 giugno 2003     | Portuguesa           |
| 4  | Héctor Mata       | L     | 27 gennaio 1993   | Marsonia             |
| 5  | Emerson Rodríguez | O     | 2 febbraio 1993   | -                    |
| 8  | Jesús Gómez       | S     | 11 marzo 1995     | Abha                 |
| 9  | José Carrasco     | P     | 20 maggio 1989    | Hatta                |
| 11 | Iván Fernández    | O     | 6 giugno 1994     | Karelian Hurmos      |
| 12 | José González     | S     | 10 novembre 2001  | Tucumán de Gimnasia  |
| 13 | Ronald Martínez   | C     | 11 luglio 1998    | -                    |
| 14 | Kevin Sánchez     | C     | 2 maggio 2002     | Yaracuy              |
| 16 | Moisés Vásquez    | C     | 27 dicembre 2000  | Sant Pere i Sant Pau |
| 17 | Ronald Fayola     | S     | 20 giugno 1995    | Al-Wakrah            |
| 18 | Kevin Delgado     | P     | 19 settembre 2001 | -                    |
| 19 | Willner Rivas     | S     | 2 aprile 1995     | Cisterna             |